# Клабуновський Євген Іванович
Євген Іванович Клабуновський (нар. 7 липня 1923 року, Путивль Сумська область) — вчений-хімік, заслужений діяч науки РФ, фахівець в галузі органічного асиметричного каталізу, здійснив у 1950 році вперше в світі абсолютний асиметричний синтез з використанням неорганічного хіральним гетерогенного каталізатора, лауреат премії імені М. Д. Зелінського.

## Біографія
Народився 7 липня 1923 року в місті Путивлі Сумської області у родині працівників народної освіти. У 1926 році сім'я переїхала до Москви.
Батько, Іван Григорович Клабуновский (1896—1980) — доктор філологічних наук, професор кафедри російської і радянської літератури в МГПИ імені в. І. Леніна; директор ряду інститутів, в 1941—1945 роках — начальник Управління вищої школи СРСР.
У ранньому дитинстві важко пошкодив ногу, лікування пройшло з ускладненнями. Лікування протягом восьми років в клініці-санаторії ДКТС їм. Краснобаева не дозволило повністю відновити рухливість ноги.
У 1941 році разом з матір'ю був евакуйований в Кіров (батько залишався в Москві), вже в грудні 1942 року вони повернулися до Москви.
Здав екстерном іспити на хімічний факультет МДУ, який закінчив у 1947 році, після чого поступив в аспірантуру під керівництвом професора Олексія Олександровича Баландіна, дав тему піонерського дослідження: «Асиметричний синтез за допомогою каталізаторів на основі оптично активного кварцу».
У процесі роботи залишився без керівника: за помилковим доносом арештовують Баландіна, тільки що обраного академіком АН СРСР і деканом хімічного факультету МДУ, лауреата Сталінської премії (його повністю реабілітують лише на початку 1953 року). Керівництво роботою взяв на себе професор Олександр Петрович Терентьєв.
У січні 1951 року захистив кандидатську дисертацію, в якій вперше у світі був здійснений абсолютний асиметричний синтез, після чого рік працював в НИИСС Міністерства хімічної промисловості (р. Москва).
У лютому 1952 року перейшов в Інститут органічної хімії АН СРСР на посаду молодшого наукового співробітника, згодом — старший науковий співробітник, а з 1968 по 1989 рік — завідувач створеній ним лабораторії асиметричного каталізу.
Був членом вчених рад ІОХ їм. Н. Д. Зелінського РАН (1986—2005) і ИНЭОС їм. А. Н. Несмеянова РАН, член кваліфікаційного ради ІОХ РАН по захисту докторських і кандидатських дисертацій. Входив до складу експертної ради з органічної хімії ВАК СРСР (1975—1987).
Організатор трьох конференцій з асимметрическому синтезу і каталізу, лектор і пленарний доповідач на всеукраїнських і міжнародних конференціях, а також в численних університетах і фірмах світу.

## Наукова діяльність
Головний напрямок робіт — асиметричний каталіз, який в 1950-і роки вважався малоперспективним.
У результаті цілеспрямованих досліджень асиметричний каталіз поступово перетворився в одну з найбільш важливих тем досліджень сучасної органічної хімії, про що свідчить, наприклад, присудження трьох Нобелівських премій в цій області і невпинно зростаюче застосування в промисловому масштабі методів асиметричного каталізу у виробництві фармацевтичних та агрохімічних препаратів.
Роботи Клабуновского широко відомі в світі, обговорювалися на численних конференціях і періодичної наукової печатки. Він зі співробітниками вперше відкрив энантиоселективную активність ряду металевих каталізаторів на основі інтерметалічних сполук рідкісноземельних елементів, модифікованих хіральними гидроксии амінокислотами, в реакціях гідрування кетокарбоновых кислот і дикетонів; вперше виявив кореляцію энантиоселективной активності каталізаторів з термодинамічною стабільністю проміжних активних комплексів. Вперше виявив синергізм каталітичної і энантиоселективной активностей. Показав, що реакція асиметричного гідрування протікає через стадію утворення потрійного комплексу: металлмодификатор-субстрат. Досліджував також гомогенний асиметричний каталіз в реакціях гідрування, гидросилилирования і крос-поєднання на фосфінових і фосфитных комплексах родію, нікелю і кобальту, що призводять до одержання практично важливих препаратів: аспартама, L -ДОФА та ін. Е. І. Клабуновский з співробітниками відкрив і вивчив реакцію відновного амінолізу азлактонов під дією хіральним комплексу паладію, приводить з високою енантіоселектівностью до освіти практично важливих оптично активних амінокислот, у тому числі фторовмісних і дипептидов.
У дослідженні структурних факторів у каталізі Е. І. Клабуновский розробив метод каталітичного щупа" для з'ясування геометричної неоднорідності поверхні нікелевого каталізатора, використовуючи для цього гідрування похідних триптицена. Е. В. Клабуновский, будучи одним з головних учнів академіка А. А. Баландіна, доклав багато зусиль до посмертного видання праць свого вчителя.
Керівник 3 докторських та 30 кандидатських дисертацій.
Автор 9 монографій та понад 900 наукових праць у вітчизняних та зарубіжних журналах, ряду патентів і авторських свідоцтв на одержання практично важливих каталізаторів.
Його учні працюють у Росії, у близькому і далекому зарубіжжі, деякі стали керівниками великих наукових колективів. Вражають незмінно висока творча активність Е. І. Клабуновского, найстарішого співробітника Інституту органічної хімії ім. Н. Д. Зелінського РАН, і його постійне прагнення охопити нові прикордонні області знань. Так, в останнє десятиліття їм опубліковані аналітичні огляди, що стосуються дослідження оптичної активності нафт різних родовищ, стаття «Гомохиральность. Значення для біосфери й теорії походження життя».
У співавторстві з іноземними колегами опублікована монографія «Heterogeneous Enantioselective Hydrogenation. Theory and Practice» (authors: Klabunovskii E. I., Smith G. V. and Zsigmond A.; Springer SBM. Dordrecht. The Netherlands, 2006), в якій, зокрема, обговорюються філософські проблеми асиметрії у природі.

## Нагороди
- Заслужений діяч науки Російської Федерації
- Медаль Лейденського університету
- Ювілейна медаль ВАК СРСР
- Медаль «Китайсько-радянська дружба»
- Премія імені Н. Д. Зелінського (1984) — за серію робіт «Дослідження в області асиметричного каталізу»